# Skötufjörður
Der Skötufjörður (isl. Rochenfjord) ist ein fast unbewohnter Fjord in den Westfjorden Islands.
Er liegt im Ísafjarðardjúp zwischen dem Hestfjörður und dem Mjóifjörður und ist nur 1,5 Kilometer breit, reicht jedoch bis zu 18 Kilometer weit in das Land. Um den Fjord führt der asphaltierte Djúpvegur  in einer Länge von 32 Kilometern. An den Fjordufern gibt es keine Ortschaft und nur noch einen bewohnten Hof Hvítanes. Die Bewohner von dort betreiben auf dem Hof Litlibær im Skötufirði am Westufer ein kleines, einfaches Restaurant für Reisende. Litlibær wurde 1895 gebaut, war bis in das Jahr 1969 bewohnt und ist inzwischen vom Nationalmuseum renoviert.  